# ルイス・リッター
ルイス・リッター (Louise Dorothy Ritter、1958年2月18日 - )は、アメリカ合衆国の元陸上競技選手。1988年ソウルオリンピック女子走高跳の金メダリストである。
ソウルオリンピックの女子走高跳の圧倒的な本命は世界記録保持者のブルガリアのステフカ・コスタディノヴァであった。両者2m03を3回とも失敗した後、金メダルをかけて2m03のジャンプオフに挑んだ。コスタディノワが失敗した後、リッターは自己ベストと同じ2m03を成功し金メダルを獲得した。

## 主な実績
| 年   | 大会                   | 場所                           | 種目   | 結果 | 記録  |
| ---- | ---------------------- | ------------------------------ | ------ | ---- | ----- |
| 1979 | パンアメリカンゲームズ | サンフアン（プエルトリコ）     | 走高跳 | 金   | 1.93m |
| 1983 | 世界陸上選手権         | ヘルシンキ（フィンランド）     | 走高跳 | 銅   | 1.95m |
| 1984 | オリンピック           | ロサンゼルス（アメリカ合衆国） | 走高跳 | 8位  | 1.91m |
| 1988 | オリンピック           | ソウル（韓国）                 | 走高跳 | 金   | 2.03m |

## 自己ベスト
- 走高跳　2.03m (1988年)